# Natriumtartraat
Natriumtartraat is een natriumzout van wijnsteenzuur, met als brutoformule C4H4O6Na2. De stof komt voor als witte kristallen, die goed oplosbaar zijn in water. Het komt ook voor als dihydraat.

## Synthese
Natriumtartraat kan worden bereid door natriumcarbonaat toe te voegen aan een oplossing van wijnsteenzuur en dit vervolgens in te koken:
{\displaystyle \mathrm {C_{4}H_{6}O_{6}\ +\ Na_{2}CO_{3}\ \longrightarrow \ C_{4}H_{4}O_{6}Na_{2}\ +\ H_{2}O\ +\ CO_{2}} }

## Toepassingen
Natriumtartraat wordt in het laboratorium gebruikt bij de Karl Fisher-titratie om water te bepalen. Het zout is namelijk in staat om een zeer precies gekende hoeveelheid kristalwater op te nemen. Daarnaast kan het ook deel uitmaken van het fehlingsreagens.
In de voedingsindustrie wordt het toegevoegd als emulgator en bindmiddel in confituur, margarine en sausbinders. Het is ook een zuurteregelaar. De stof draagt het E-nummer E335.